# エミール・プリューダン

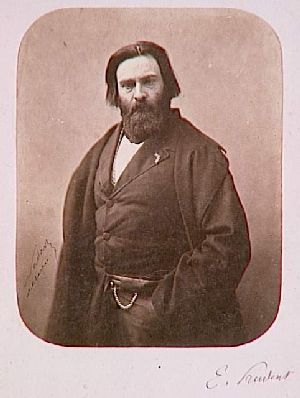
エミール・プリューダン

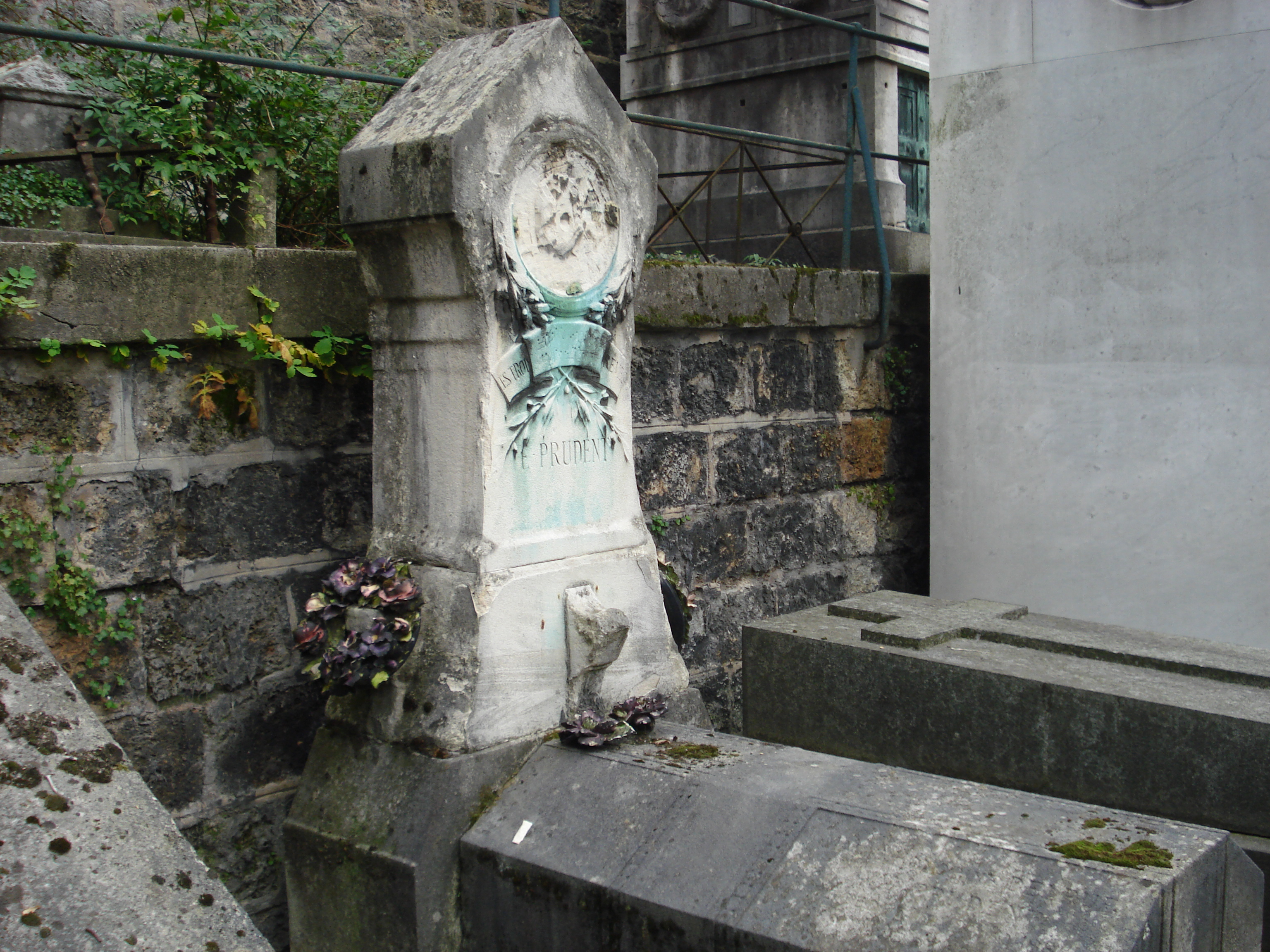
モンマルトル墓地

エミール・ラシーヌ・ゴーチエ・プリューダン（Émile Racine Gauthier Prudent, 1817年2月3日 - 1863年5月14日）はフランスのピアニスト、作曲家。

## 生涯
彼の作品数は約70である。その中にはピアノ三重奏曲、協奏交響曲や変奏曲、編曲、練習曲など、また評価の高いオペラのアリアの主題に基づく幻想曲などがある。教師としては、彼は非常に成功しており著名な弟子が幾人も彼の元を巣立っている。
アングレームに生まれた彼は自分の両親を知らず、幼い頃にピアノ調律師の養子となったが、そこで最初の音楽教育を受けることになった。整った容姿から高貴な身分の男女の落胤ではないかという噂があった。10歳の時、彼はパリ音楽院に入学。ピエール・ジメルマンが担当するピアノのクラスに登録し、1833年にはピアノの一等賞を獲り、翌1834年には和声学の二等賞を獲る。1840年にはピアノ科の公式メソッドとして採用されたジメルマンの教程『ピアニスト兼作曲家の百科事典』に練習曲 を1 曲提供した。1830年代にはシャルル・フーリエ、 アンリ・ド・サン＝シモンの社会主義思想に傾倒した。
音楽院卒業後、パトロンのいなかった彼はしばらく金銭的に苦しむが、最初の公開演奏会において成功を収めて困窮を逃れた。その演奏会はその時すでに有名であったタールベルクと共同で開いたものだった。若いプリューダンは自作の"ランメモールのルチアの主題による幻想曲" Op.8を演奏し、盛大な喝采を受けた。これにより、すぐにフランス国内外でコンサートを行うことができるようになり、1848年と1852年の二回にわたってイングランドへの演奏旅行を行い自作の初演を行った。
1848年の恩師ジメルマンのパリ音楽院引退時には後任候補者リストに名を連ねたが、アントワーヌ・マルモンテルが選ばれ、果たせなかった。1862年にも同音楽院ピアノ科教師の候補者として院長の推薦を得、任命権を持つ国務大臣アレクサンドル・ヴァレフスキと、前年に御前演奏を許された皇后ウージェニー・ド・モンティジョに自ら嘆願の手紙を認めるも、ジョルジュ・マティアスが選ばれ、叶わなかった。
翌1863年、人生の大半を過ごしたパリで息を引き取った。墓はパリのモンマルトル墓地にある。